# Bösinger Ferenc Ignác
Bösinger Ferenc Ignác (más néven Pösinger) (1660 körül – Buda, 1707) Buda török hódoltság utáni első bírája (polgármestere) volt, eredeti foglalkozása szerint patikus.
1680 körül érkezett Bécsből Budára az első telepesekkel és testvérével, Farkassal. 1687-ben alapította meg patikáját Az Arany Egyszarvúhoz néven a Dísz téren. Ez később az Arany Sas nevet kapta. Fiókpatikát is működtetett a Vízivárosban Fekete Medve néven. Többször bíróvá választották, előbb 1695–98, 1701–2 és 1703–5 között. I. Lipót magyar királytól nemességet kapott.
Több földbirtokot is szerzett, köztük azt a területet, amin felépítette majorját, amit róla később Pösingermajornak neveztek el (ma Budapest XI. kerületének része). Fogadót is nyitott 1700 körül, Arany Sas néven, ami szintén a Vízivárosban működött. Mivel meggazdagodása igen gyors volt, ezért a városi vagyon hűtlen kezelésével is meggyanúsították. 1699-ben patikáit és földjeit eladta.